# Gle Peuetsagoe
Gle Peuetsagoe är en kulle i Indonesien.   Den ligger i provinsen Aceh, i den västra delen av landet, 1 800 km nordväst om huvudstaden Jakarta. Toppen på Gle Peuetsagoe är 100 meter över havet.
Terrängen runt Gle Peuetsagoe är platt åt nordost, men åt sydväst är den kuperad.Runt Gle Peuetsagoe är det tätbefolkat, med 442 invånare per kvadratkilometer. Närmaste större samhälle är Sigli, 16,6 km nordost om Gle Peuetsagoe. Trakten runt Gle Peuetsagoe består till största delen av jordbruksmark.